# Ahmed Shuja Pasha
Le Lieutenant général Ahmed Shuja Pasha (né le 18 mars 1952) est un militaire pakistanais trois étoiles, directeur général de l'Inter-Services Intelligence (ISI), principale branche des services secrets du Pakistan, du 29 septembre 2008 au 18 mars 2012.
Ahmed Shuja Pasha est parfois considéré comme le deuxième homme le plus puissant du Pakistan, derrière le chef de l'armée Ashfaq Kayani dont il est un proche. En 2011, il est cité parmi les cent hommes les plus puissants du monde par le Time magazine.

## Famille et vie personnelle
Ahmed Shuja Pasha est un pachtoune originaire de la ville d'Attock. Il est marié et a eu une fille et un fils. Son fils est mort à l'âge de 23 ans lors d'un accident de voiture,.
Pasha aurait été victime de deux tentatives d'assassinats.

## Carrière

### Carrière dans l'armée
Ahmed Shuja Pasha a commencé sa carrière militaire en 1974, à l'âge de 22 ans, en tant que second lieutenant. Il sert alors dans le Frontier Force Regiment (régiments d’infanteries basés à Abbottabad).
Entre 2001 et 2002, il a servi au cours de la mission des Nations unies en Sierra Leone. En 2003, il est promu au grade de Major-général et commande alors la 8e division d’infanterie basée à Sialkot, ville proche du Cachemire. D'avril 2005 à avril 2006, il dirige le Command and Staff College (établissement militaire le plus prestigieux du pays, basé à Quetta). À partir d'avril 2006, il devient directeur général des opérations militaires et est donc chargé des engagements de l'armée dans les régions tribales et dans le Swat contre des mouvements islamistes armés.
Le 5 octobre 2007, Ahmed Shuja Pasha est nommé comme conseiller militaire dans le département des opérations de maintien de la paix de l'ONU par Ban Ki-moon, mais il ne répondra pas à cette offre.

### Directeur général de l'ISI

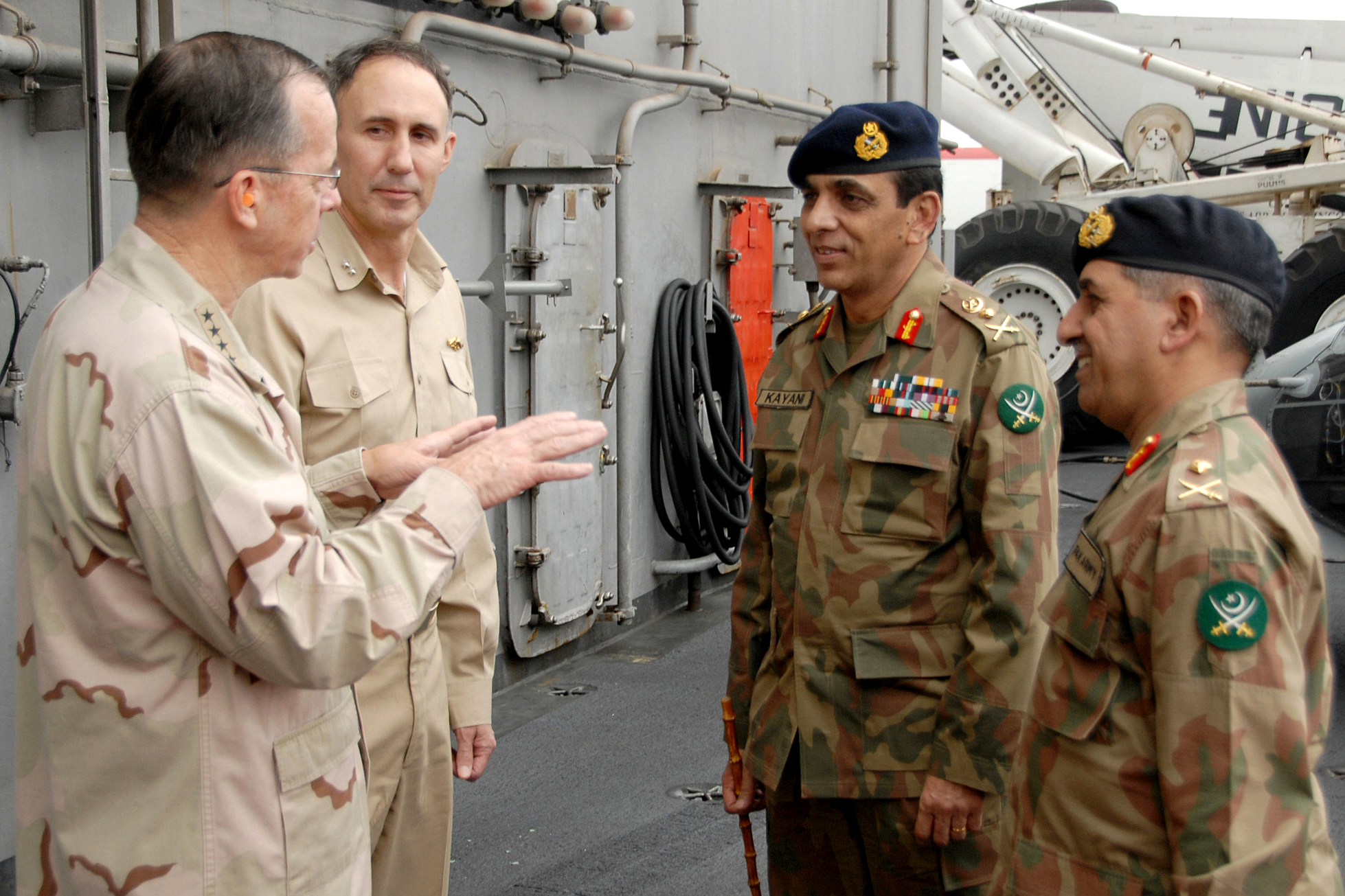
Ahmed Shuja Pasha accompagné d'Ashfaq Kayani, qui s'adresse à Michael Mullen sur le pont de l', en août 2008.

Ahmed Shuja Pasha a été nommé directeur général de l'Inter-Services Intelligence (ISI) le 29 septembre 2008, qui requiert en théorie l'approbation du Premier ministre. Il a été nommé à ce poste par le chef de l'armée Ashfaq Kayani bien que le nouveau Premier ministre Youssouf Raza Gilani ait tenté sans succès de placer l'ISI sous le contrôle du ministère de l'intérieur.
La nomination d'Ahmed Shuja Pasha est perçue comme l'espoir d'un changement de politique de l'ISI. En effet, Pasha était précédemment chargé de la lutte contre les talibans et Al-Qaïda alors que la politique de l'ISI est traditionnellement tournée vers le Cachemire et la lutte contre l'Inde. Il est d'ailleurs réputé pour être vivement anti-talibans et pour avoir de bonnes relations avec la CIA.
Peu après la prise de fonction d'Ahmed Shuja Pasha, la branche politique de l'ISI est démantelée en novembre 2008 pour axer en priorité son action dans la lutte contre le terrorisme. À ce moment-là, le Pakistan fait face depuis près d'un an à une vague d'attentats terroristes inédite dans l'histoire du pays (4 400 morts de 2007 à 2011) principalement revendiqués par le Tehrik-e-Taliban Pakistan (talibans pakistanais). Malgré tout, l'ISI est toujours accusée de conserver des liens avec certains groupes armés, et notamment avec les talibans afghans.
En mars 2010, Pasha atteint l'âge de la retraite mais il est prolongé dans ses fonctions pour une année supplémentaire. Dans le même temps, le chef de l'armée Ashfaq Kayani est lui aussi prolongé pour trois ans. En mars 2011, Pasha est à nouveau prolongé pour une année supplémentaire. Le journal pakistanais Dawn note alors que selon des sources militaires, les deux hommes partagent des idées « nationalistes modérées » et sont « opposés à l'intégrisme religieux et au militantisme » (des talibans). Le Premier ministre Youssouf Raza Gilani a pourtant demandé à Pasha de prendre des mesures plus efficaces à l’encontre du terrorisme à l'occasion de sa seconde extension.
Après la mort d'Oussama ben Laden le 2 mai 2011, la polémique frappe le pays à propos de l'opération menée par un commando américain sans qu'aucun dirigeant civil ou militaire n'ait été informé. Pasha prétend alors avoir pensé à démissionner de ses fonctions avant d'en avoir été dissuadé par le chef de l'armée Ashfaq Kayani. Le 13 mai, les principaux responsables militaires doivent s'expliquer devant l'Assemblée nationale. Pasha admet l'échec des services de renseignements dans cette affaire et annonce qu'il démissionnera si le Parlement lui demandait.
Dans le cadre de l'affaire du « memogate », Pasha a été accusé d'avoir cherché le soutien des pays arabes dans l'éventualité d'un coup d'État militaire.
Le 18 mars 2012, Pasha s'est retiré de ses fonctions et part à la retraite. Il est remplacé par Zaheerul Islam.

## Notoriété
En France, Ahmed Shuja Pasha est représenté par une marionnette aux Guignols de l'info.